# 캐롤 웨인
캐롤 웨인(Carol Wayne, 1942년 9월 6일 ~ 1985년 1월 13일)은 미국의 배우, 텔레비전 배우, 영화배우이다.
시카고에서 태어났으며 만사니요에서 사망하였다.

## 영화
- 비통한 사람들 (1984년)
- 사반나의 미소 (1982년)
- 더 빅 블랙 필 (1981년)
- 더 폴 가이 (1981년)
- 파티 (1968년)
- 건 (1967년)
- 투 걸즈 온 브로드웨이 (1940년)